# Азем Власі
Азем Власі (алб. Azem Vllasi; нар. 23 грудня 1948) — косовський правник та політик.

## Ранні роки
Власі народився в Робовац, Косовська Кам'яниця, Югославія, у сьогоднішньому Косові. У свої молодіжні та студентські роки, Власі був членом ряду молодіжних організацій: Студентської ліги Косова та Югославії, а з 1974 року — Ліги соціалістичної молоді Югославії. Як голова Соціалістичної молоді, він став популярним і отримав підтримку президента Тіто, який допоміг йому стати першим переобраним молодіжним лідером. Після закінчення Університету Приштини, він був адвокатом до приходу у велику політику. У 1980 році він публічно кидає виклик правителю Албанії Енверу Ходжі, стверджуючи, що етнічні албанці в Югославії живуть краще, ніж люди в Албанії, і описує його правління як жорстоке і диктаторське.

## Лідер Косова і звільнення
Пізніше, Власі став членом Центрального комітету Союзу комуністів Югославії і став лідером Союзу комуністів Косова у 1986 році. Під час правління Власі, албанці Косова зайняли жорсткішу позицію по відношенню до уряду Сербії.
У листопаді 1988 року, Азем Власі і Качуша Яшарі, як два топ-рейтингові політики Косова, підтримали Антибюрократичну революцію, відмовившись прийняти конституційні поправки щодо приборкання автономії Косова. Вони були замінені призначенцями Слободана Мілошевича, лідера Союзу комуністів Сербії в той час. У відповідь на це, місцеве населення почало серію публічних демонстрацій і загальних страйків, зокрема страйк косовських гірників у 1989.
27 лютого 1989 у Косові був проголошений частковий надзвичайний стан, і новопризначені керівники подали у відставку 28 лютого. Незабаром після цього, парламент Косова, під загрозою застосування сили уповноваженим федерального президентства, погодився прийняв поправки, що дозволяють Сербії затвердити свою владу над Косовом. Власі був заарештований поліцією за звинуваченням в «контрреволюційній діяльності». Він був випущений з в'язниці Тоцак у Титова Мітровіца в квітні 1990 року.

## Сьогодні
Власі пережив воєнні роки і сьогодні працює адвокатом, політичним радником та консультантом. Він є членом Соціал-демократичної партії Косова (PSDK). У грудні 2005 року прем'єр-міністр Косова Байрам Косумі призначив Власі своїм спеціальним радником з питань переговорів з приводу остаточного статусу Косова. Власі також працював політичним радником прем'єр-міністра Косова Агіма Чеку.

## Особисте життя
Власі одружений з Надірою Авдіч-Власі, боснійською журналісткою. У них двоє дітей, Адем, практикуючий адвокат у США, і Сельма, практикуюча лікарка, яка також живе і працює в США.